# Йоан XIII (папа)
Папа Йоан XIII' (на латински: Ioannes.PP.XIII) със светско име Джовани Кресченци (на италиански: Giovanni Crescenzi) е глава на Католическата църква, 133-тия папа по Традиционното броене.
Роден в Рим, до избирането си за папа прекарва кариерата си в папския двор. Избран е за папа чак пет месеца след смъртта на своя предшественик Лъв VIII, след задкулисни борби, с препоръка на император Отон I. Поведението и отношението му към чужденците го прави непопулярен сред римския елит и е принуден на напусне града през ноември 965 г. С помощта на Отон I се завръща през декември 966 г.
След завръщането си в папството Йоан XIII работи с императора по църковни въпроси, между които основаване на архиепископство в Магдебург, а също и в Южна Италия. С това се цели привличане на полабските и померанските славяни към римокатолицизма и отслабване влиянието Източноправославната църква в Средиземноморието.
На Коледа 967 г. Йоан XIII коронова сина на Отон I – Отон II за съимператор. Впоследствие Отон II сключва брак с дъщерята на византийския император Йоан I Цимиски – Теофано Склирина, но това остава неуспешен опит за изглаждане задълбочаващите се противоречия между Западната и Източната църква.
Йоан XIII умира в Рим на 6 септември 972 г.